# Auflandeteich Groß Bülten-Adenstedt
Der Auflandeteich Groß Bülten-Adenstedt entstand aus der ehemaligen Sandgrube Adenstedt. Er ist heute eine 57 ha große Teichlandschaft östlich der Ortschaft Adenstedt in der Gemeinde Ilsede südlich der Ortschaft Groß Bülten im Landkreis Peine, Niedersachsen.

## Entstehung
Entstanden ist die Wasserfläche in den Jahren von 1920 bis 1956 durch Sandentnahme durch eine Sandgewinnungsanlage für die Eisenerzgrube Bülten-Adenstedt. Die Abbaumenge betrug 10,5 Millionen Kubikmeter auf einer Fläche von 550.000 Quadratmeter. Dadurch entstand eine große Grube mit einer Umgrenzung von 2.300 Meter bei einer Tiefe von 30 Metern.
In den Jahren 1964 bis 1979 wurde Schlamm aus der Aufbereitung der Eisenerzgrube Lengede eingespült. Die Grube wurde zum Auffang- und Absetzbecken für schlammiges Grubenwasser. Die Einspülmenge betrug 7 Millionen Kubikmeter. Nach der Entfernung der 13,5 Kilometer langen Zuleitung verblieb ein Resthohlraum von 3,5 Millionen Kubikmetern. Durch das Absetzen der Mineralpartikel im Wasser verringerte sich die Wassertiefe, was zur Bezeichnung Auflandeteich führte.
1982 wurde ein Naherholungsgebiet durch die Stahlwerke Peine-Salzgitter (heute: Salzgitter AG) und die Lahwaldinteressengemeinschaft Adenstedt errichtet. An den Teichufern hatten sich Verlandungszonen mit Flachwasserbereichen und Schilfzonen gebildet. Das Gelände ist als Naturschutzgebiet (→ Auflandeteich Groß Bülten-Adenstedt) ausgewiesen. Es bieten sich Gelegenheiten zur Beobachtung seltener Wasservögel und für ausgedehnte Spaziergänge.